# Pesni vmesto pisem
Pesni vmesto pisem (in russo Песни вместо писем?; in inglese Songs Instead of Letters) è un album collaborativo della cantante russa Alla Pugačëva e del cantante tedesco Udo Lindenberg, pubblicato il 18 luglio 1988 dalla Melodija e Polydor.

## Tracce
Lato A – Udo Lindenberg
1. Horizon – 4:00 (testo: Michael Thatcher – musica: Udo Lindenberg)
2. Johnny Boxer – 4:14 (testo: Michael Thatcher – musica: Udo Lindenberg)
3. I don’t know who I should belong to – 4:00 (testo: Michael Thatcher – musica: Udo Lindenberg)
4. Say no – 4:59 (testo: Michael Thatcher – musica: Udo Lindenberg)
5. Sachliche romanze – 2:33 (testo: Michael Thatcher – musica: Udo Lindenberg)

Lato B – Alla Pugačëva
1. Allo (Pronto) – 4:17 (testo: Igor' Nikolaev – musica: Alla Pugačëva)
2. Sberegi tebja sud'ba (Salva il tuo destino) – 5:09 (testo: Leonid Derbenëv – musica: Ol'ga Vesnina)
3. Ptica pevčaja (L'uccello sta cantando) – 4:15 (Vladimir Kuz'min)
4. V rodnom kraju (Nella terra natale) – 5:05 (Alla Pugačëva)

## Classifiche

### Classifiche di fine anno
| Classifica (1988) | Posizione |
| ----------------- | --------- |
| Unione Sovietica  | 5         |